# Dekanat Böblingen

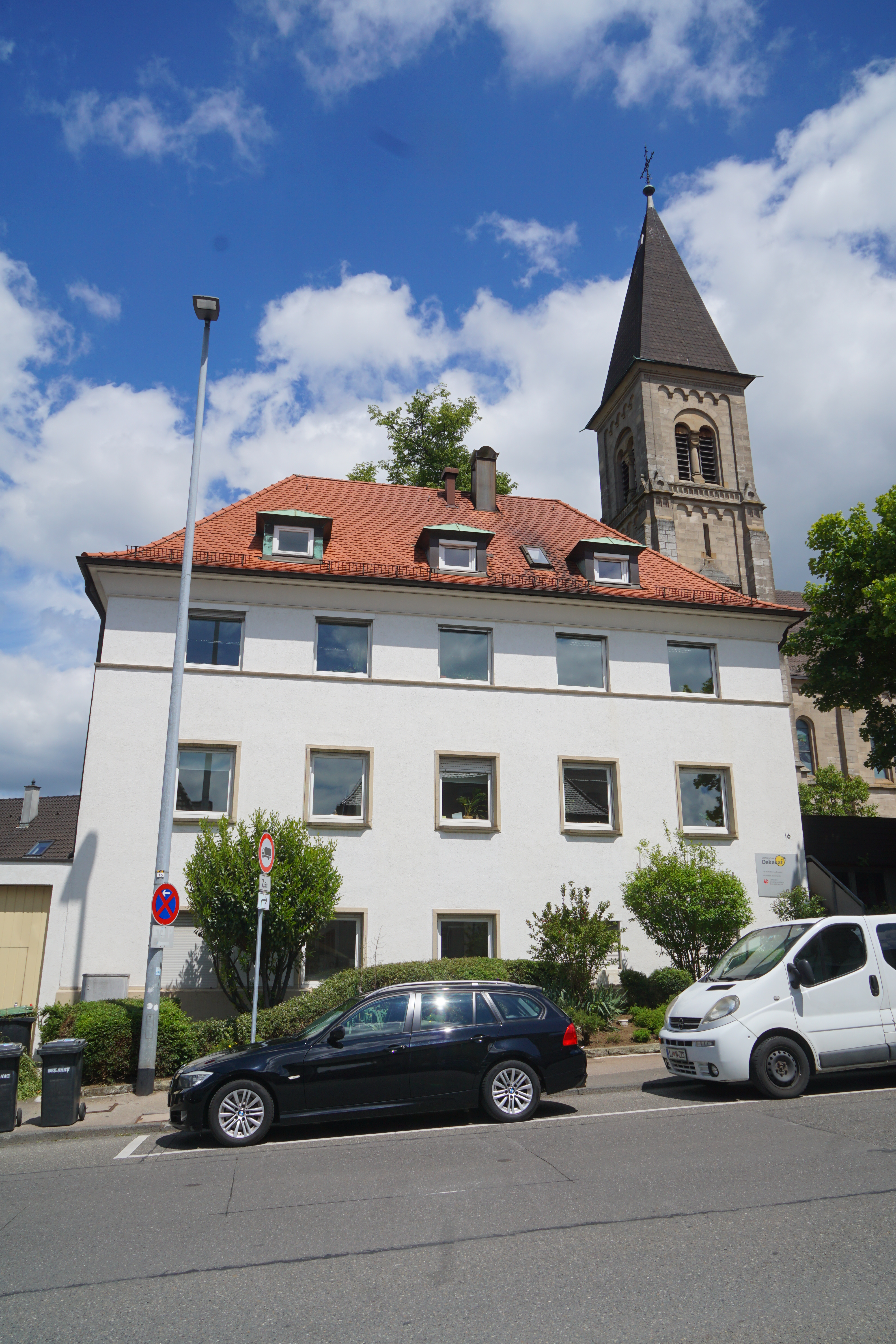
Dekanat in der Sindelfinger Straße, dahinter St. Bonifatius

Das Dekanat Böblingen ist eines von 25 Dekanaten in der römisch-katholischen Diözese Rottenburg-Stuttgart und besteht aus zehn Seelsorgeeinheiten und 27 Kirchengemeinden, darunter acht muttersprachliche Gemeinden (eine portugiesische, vier italienische und drei kroatische Kirchengemeinden). Das katholische Dekanat Böblingen wurde am 1. Januar 1970 eingerichtet, als das Dekanat Weil der Stadt umbenannt und aufgeteilt wurde in Leonberg und Weil der Stadt. Die heutige Form erhielt es im Jahre 1974 mit der Integration von Leonberg und der Umbenennung in Böblingen. Der Dekanatssitz befindet sich bei St. Bonifatius in der Sindelfinger Straße in Böblingen.

## Aufgaben
Das Dekanat erledigt als „mittlere Ebene“ zwischen Diözese und Kirchengemeinden drei Aufgaben: Es unterstützt die Kirchengemeinden des Dekanats in ihrem pastoralen Auftrag, vertritt die katholische Kirche in regionalen Belangen der Gesellschaft und Kultur und vermittelt die Anliegen des Bischofs.

## Geografie
Das Gebiet des Dekanats deckt sich im Wesentlichen mit dem des Landkreises Böblingen. Es bestehen jedoch einige Abweichungen. Die Katholiken der im nordöstlichen Landkreis Calw gelegenen Gemeinden Ostelsheim und Simmozheim sind der Seelsorgeeinheit 03 des Dekanats Böblingen zugeordnet. Die Katholiken der im nördlichen Landkreis Tübingen gelegenen Gemeinde Dettenhausen gehören zur Seelsorgeeinheit 05. Die Katholiken der im Südwesten des Landkreises Böblingen gelegenen Gemeinde Mötzingen werden hingegen von der Seelsorgeeinheit Oberes Nagoldtal des Dekanats Calw betreut und zählen zur Kirchengemeinde St. Georg in Vollmaringen. 

## Gliederung
- Seelsorgeeinheit 01 umfasst die katholischen Kirchengemeinden in Aidlingen (Maria Himmelfahrt), Ehningen (St. Elisabeth) und Gärtringen (St. Michael)
- Seelsorgeeinheit 02 umfasst die vier katholischen Kirchengemeinden in Böblingen (St. Bonifatius, St. Klemens, St. Maria und die Vaterunser-Gemeinde)
- Seelsorgeeinheit 03 umfasst die beiden katholischen Kirchengemeinden Weil der Stadt (St. Peter u. Paul mit Hausen an der Würm, Merklingen, Münklingen und Simmozheim) und Dätzingen (St. Leonhard mit Döffingen, Ostelsheim und Schafhausen)
- Seelsorgeeinheit 04 umfasst die Gemeinden in Herrenberg (St. Josef und St. Martin, Italienische Gemeinde Cristo Re und Kroatische Gemeinde Sveti Leopold Bogdan Mandic), Kuppingen (St. Antonius) und Jettingen (St. Maria – Hilfe der Christen)
- Seelsorgeeinheit 05 umfasst die Gemeinden in Holzgerlingen (Zum Allerheiligsten Erlöser mit Altdorf und Hildrizhausen), Schönaich (Heilig Kreuz und Italienische Gemeinde Gesú Misericordioso), Waldenbuch (St. Martinus mit Steinenbronn) und Weil im Schönbuch (St. Johannes Baptist mit Breitenstein, Neuweiler und Dettenhausen)
- Seelsorgeeinheit 06 umfasst die Gemeinden in Leonberg (St. Johannes der Täufer mit Warmbronn, Italienische Gemeinde Ss. Cuori di Gesù e di Maria und Kroatische Gemeinde Sveti Nikola Tavelic) und Höfingen (St. Michael mit Gebersheim)
- Seelsorgeeinheit 07 umfasst die Gemeinden Magstadt (Zur Heiligen Familie) und Maichingen (St. Anna)
- Seelsorgeeinheit 08 umfasst die Gemeinden Renningen (St.Bonifatius mit Malmsheim), Rutesheim (St. Raphael mit Perouse) und Weissach (St. Clemens Maria Hofbauer mit Flacht)
- Seelsorgeeinheit 09 umfasst die katholischen Kirchengemeinden in Sindelfingen (St. Maria – Königin des Friedens und Zur Heiligen Dreifaltigkeit mit Auferstehung Christi), Dagersheim (Christus König) und Darmsheim (St. Stephanus)
- Seelsorgeeinheit 10 umfasst weitere katholische Kirchengemeinden in Sindelfingen (St. Joseph mit St. Paulus und St. Franziskus, die Italienische Gemeinde Santa Maria di Lourdes, die Kroatische Gemeinde Gospa Velikog Hrvatskog Zavjeta und die Portugiesische Gemeinde Nossa Senhora de Fátima)